# Убийство Хамзы Али аль-Хатиба
Хамза Али аль-Хатиб (араб. حمزة علي الخطيب‎; 24 октября 1997, Аль-Джиза, Сирия — 25 мая 2011, Даръа, Сирия) — 13-летний мальчик, участник гражданских протестов в Сирии. Был задержан властями в ходе акции протеста в поддержку восставших в Даръа и, как утверждалось сторонниками сирийской оппозиции, погиб в результате пыток и жестокого обращения. Спустя месяц семье было передано его тело, на котором, как утверждали родственники, имелись следы побоев, ожогов и трёх огнестрельных ранений. Семья распространила фото и видео тела убитого среди журналистов и гражданских активистов. Погибший мальчик стал символом антиправительственных протестов — тысячи протестующих скандировали имя Хамзы в ходе уличных акций.

## Задержание
По словам одного из родственников, 29 апреля 2011 года Хамза вместе со своей семьёй участвовал в акции по прорыву блокады города Даръа. Участники акции двигались по дороге от Аль-Джизы в сторону селения Саида. Когда они подошли к Саиде, по ним был открыт огонь на поражение. Среди протестующих появились убитые и раненые. В образовавшемся хаосе близкие Хамзы потеряли его из виду. Согласно свидетельству очевидца, Хамза мог оказаться в числе пятидесяти протестующих, задержанных в тот день сотрудниками Воздушных разведывательных сил Сирии — одной из сирийских спецслужб, которая, как известно, применяет к задержанным жестокие пытки.

## Пытки
25 мая родственники получили от властей тело Хамзы.
Видео его тела, снятое через несколько дней после его смерти, засвидетельствовало многочисленные травмы, включая переломы, огнестрельные ранения, ожоги и изуродованные половые органы. Канадская газета Globe and Mail резюмировала: «челюсть и обе коленные чашечки были разбиты. Его тело покрывали ожоги от сигарет. Его пенис был отрезан. Другие повреждения, как представляется, свидетельствуют об использовании электрошоковых устройств и избиении кабелем.»
Демонстрация «Аль-Джазирой» кадров, показывающих изуродованное тело Хамзы, вызвала всеобщее возмущение в интернете и среди протестующих в Сирии.
Комментируя сюжет «Аль-Джазиры», руководитель Сирийской ассоциации медицинских экспертов доктор Акрам эль-Шаар отрицал, что Хамза был подвергнут пыткам. Он утверждал, что руководил вскрытием в Дамаске и что у мальчика не было никаких следов пыток. По его словам, Хамза был застрелен в ходе подавления протестов, а все признаки обезображивания тела были следствием его разложения.

## Реакция на убийство

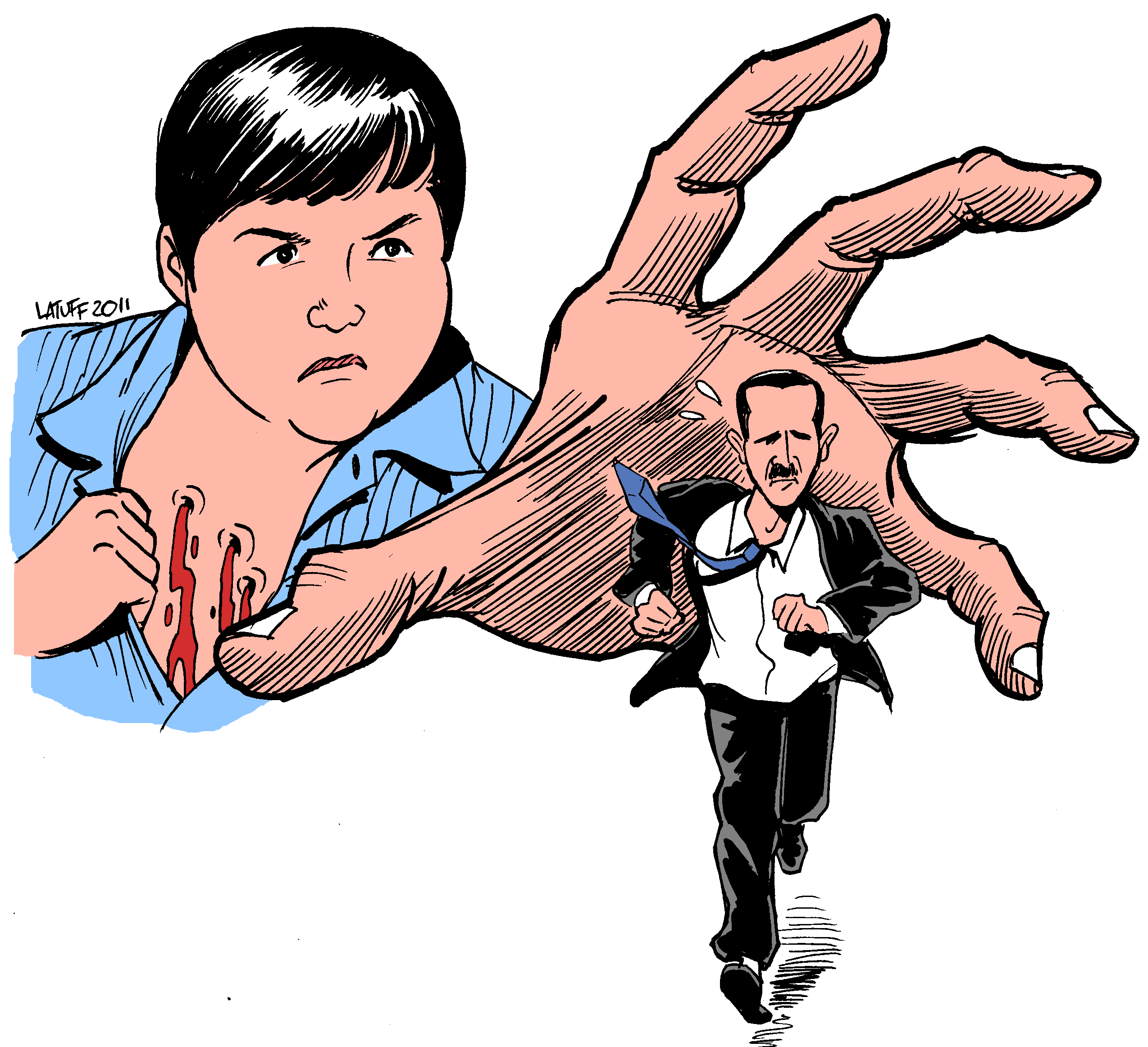
Хамза Али аль-Хатиб ловит Башара Аль-Асада. Карикатура Карлоса Латуффа.

Имя Хамзы стало символом борьбы для протестующих в Сирии. У посвящённой ему странице в социальной сети Facebook на май 2011 года было более 105 000 подписчиков. По аналогии тому, что пятницу зачастую протестанты в арабских странах объявляли «Днём гнева», субботы в Сирии также называли «Днём Хамзы».
31 мая 2011 года, госсекретарь США Хиллари Клинтон отметила его смерть как поворотный момент в сирийском восстании, указав на то, что оно «символизирует для многих сирийцев … полный провал каких-либо усилий сотрудничать с собственным народом и прислушаться к нему».
14 марта 2012 года британская газета The Guardian опубликовала около 3 000 электронных писем, принадлежащих Асме аль-Асад, жене Башара Асада, и её отцу, Фавазу Ахрасу. Последний давал совет Башару аль-Асаду отвечать на обвинения в том, что дети подвергаются пыткам в Сирии, отвергая их как «британскую пропаганду».